# Orcinus orca
L'orca (Orcinus orca Linnaeus, 1758) è un mammifero marino appartenente alla famiglia dei delfini (cetacei odontoceti).
Il distacco filogenetico in una specie autonoma è avvenuto, secondo i tassonomisti, circa 5 milioni di anni fa.
Le orche si trovano in tutti i mari e in tutti gli oceani del mondo, dalle fredde regioni artiche e antartiche, fino ai mari tropicali. Hanno una dieta molto ampia, anche se singole popolazioni sono specializzate in particolari tipi di prede. Alcune si nutrono esclusivamente di pesci, mentre altre cacciano uccelli e pinguini, mammiferi marini come leoni marini, foche, balene e delfini. 
Le orche sono considerate dei superpredatori all'apice della piramide alimentare, non hanno infatti dei predatori naturali. Presentano tecniche di caccia e di comunicazione che spesso sono tipiche di una singola popolazione e le stesse vengono tramandate da un individuo all'altro. 
La IUCN non ha ancora valutato lo stato di conservazione attuale dell'orca perché i dati sono insufficienti a causa della probabilità che due o più tipi di orche siano specie separate. Alcune popolazioni locali sono considerate minacciate o in pericolo a causa della distruzione del loro habitat, dell'inquinamento, della cattura per il loro utilizzo nei parchi marini e per i continui conflitti con i pescatori.

## Etimologia
Il nome generico Orcinus è un aggettivo che si riferisce all'Orco, che, per i Romani, era un dio dell'oltretomba.
Il nome specifico orca (in latino orca; da un sostrato mediterraneo forse influenzato dal greco antico: ὄρυξ?, óryx, "grosso pesce") è il nome usato anche in italiano; talvolta associato ad assassina, sul modello dell'inglese killer whale: balena assassina.
Sempre in inglese, per indicare l'orca, si utilizza anche il termine blackfish, termine utilizzato anch'esso per identificare un tipo di balena. Grampus è un antico nome per identificare questa specie, ma ora viene utilizzato molto raramente; questo significato di Grampus non deve essere confuso con il genere Grampus, il cui unico membro è il grampo.

## Tassonomia ed evoluzione
L'orca è l'unica specie esistente riconosciuta nel genere Orcinus, una delle molte specie animali descritte da Linneo nel Systema Naturae del 1758. La prima descrizione scientifica di un'orca la si trova in Piscium & aquatilium animantium natura, uno scritto di Conrad Gessner del 1558, basato sull'esame di un esemplare morto dopo essersi arenato nel Golfo di Greifswald.
Orcinus orca è una delle 37 specie della famiglia dei delfinidi, la cui prima comparsa risale a circa 11 milioni di anni fa, il distacco filogenetico dell'orca è avvenuto circa 5 milioni di anni fa. Sebbene questa specie presenti delle somiglianze morfologiche con la feresa, la pseudorca e i globicefali, uno studio sulle sequenze geniche del citocromo b condotto da Richard LeDuc ha suggerito che i suoi parenti più stretti tuttora esistenti siano i delfinidi del genere Orcaella.

## Dimensioni
Il peso di un maschio di orca può arrivare fino a 6 tonnellate, mentre il peso di una femmina si aggira intorno alle 4 tonnellate. La lunghezza è generalmente di 6-8 metri per il maschio e 5-7 metri per la femmina. Il più grande esemplare maschio misurato raggiungeva la lunghezza di 10 metri e il peso di 10 tonnellate, mentre l'esemplare femmina più grande pesava 7,5 tonnellate ed era lunga 8,5 metri.
L'orca è il mammifero marino che può nuotare più velocemente e raggiungere la velocità di 55 km/h. La sua velocità è data soprattutto dalla potente spinta della sua coda muscolosa. La forza del morso è potente: le mascelle generano una forza di 1000 kg/cm².
- Modello 3d dello scheletro

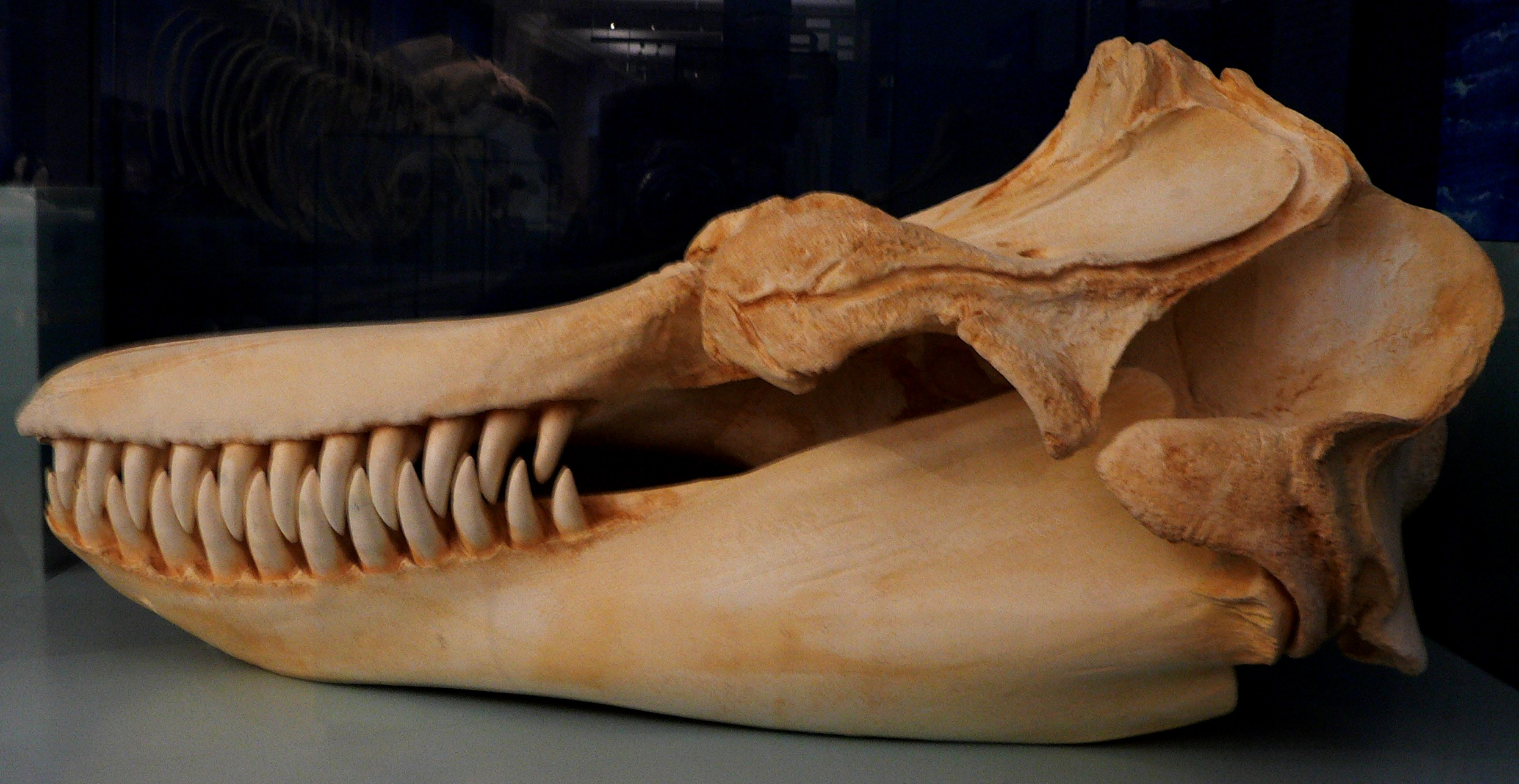
Un cranio di orca
Dimensioni in rapporto all'uomo
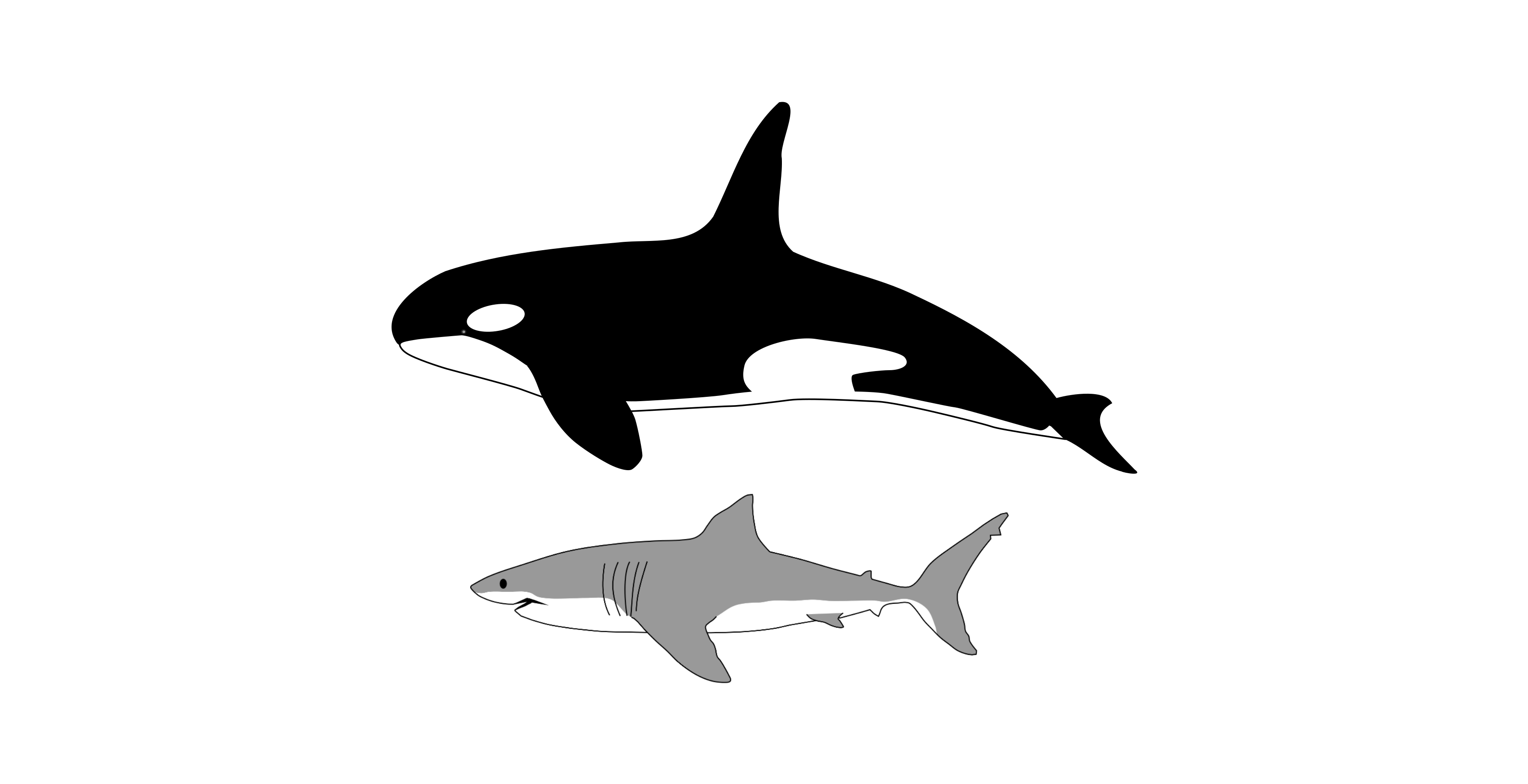
Comparazione dimensionale fra un'orca (Orcinus orca) e un grande squalo bianco (Carcharodon carcharias). L'orca è, in media, 1,4 volte la lunghezza di un grande squalo bianco.

## Distribuzione e habitat
L'habitat dell'orca comprende tutti i mari e gli oceani del mondo: essa vive sia negli abissi sia nei bassifondi vicino alle coste, arrivando a volte addirittura fino alle foci di alcuni fiumi.
Normalmente però l'orca preferisce vivere nelle acque fredde sia artiche che antartiche dove, in estate, caccia tra i banchi di ghiaccio. Solo alcune popolazioni migrano di estate verso l'equatore, in maniera molto simile alle balene grigie che migrano vicino alle coste statunitensi.
Gli avvistamenti nel mar Mediterraneo sono abbastanza rari. Sono state avvistate diverse orche nel mar Ligure vicino a Genova Pra' nel dicembre del 2019; in un primo tempo si è pensato provenissero da un branco di orche che vive da tempo nei pressi dello stretto di Gibilterra, poi invece si è capito che si trattava di un gruppo conosciuto e schedato in Islanda. I ricercatori dell'associazione Orca Guardians Iceland hanno scambiato i loro dati con i biologi liguri e si è scoperto dal confronto delle pinne e altri particolari, che si tratta di esemplari studiati nel 2017.
È difficile stimare il numero di individui nel mondo, secondo l'Unione internazionale per la conservazione della natura non esistono dati precisi: una delle stime considerate più attendibili parla di circa 50.000 esemplari.

### Comportamento

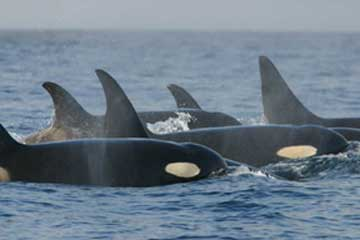
Gruppo

L'orca vive normalmente in gruppi chiamati pod che sono composti da una femmina adulta e i suoi piccoli, sia maschi che femmine, dai figli delle sue figlie, da femmine anziane ormai sterili e da un maschio adulto. I figli maschi una volta diventati maturi abbandonano il gruppo per cercare femmine con cui accoppiarsi al di fuori della famiglia di nascita. Un pod di orche può arrivare a contare anche 25 individui e la loro è una società di tipo matrilineare.
Tutti i componenti di questa famiglia comunicano tra loro attraverso suoni di vario genere e ogni pod ha il proprio linguaggio. L'orca ha un organo specifico posto sulla fronte che può usare come sonar. Tutti gli oggetti colpiti dalle onde sonore rimandano una eco che le orche percepiscono come un animale o come una roccia da evitare.

### Riproduzione ed età

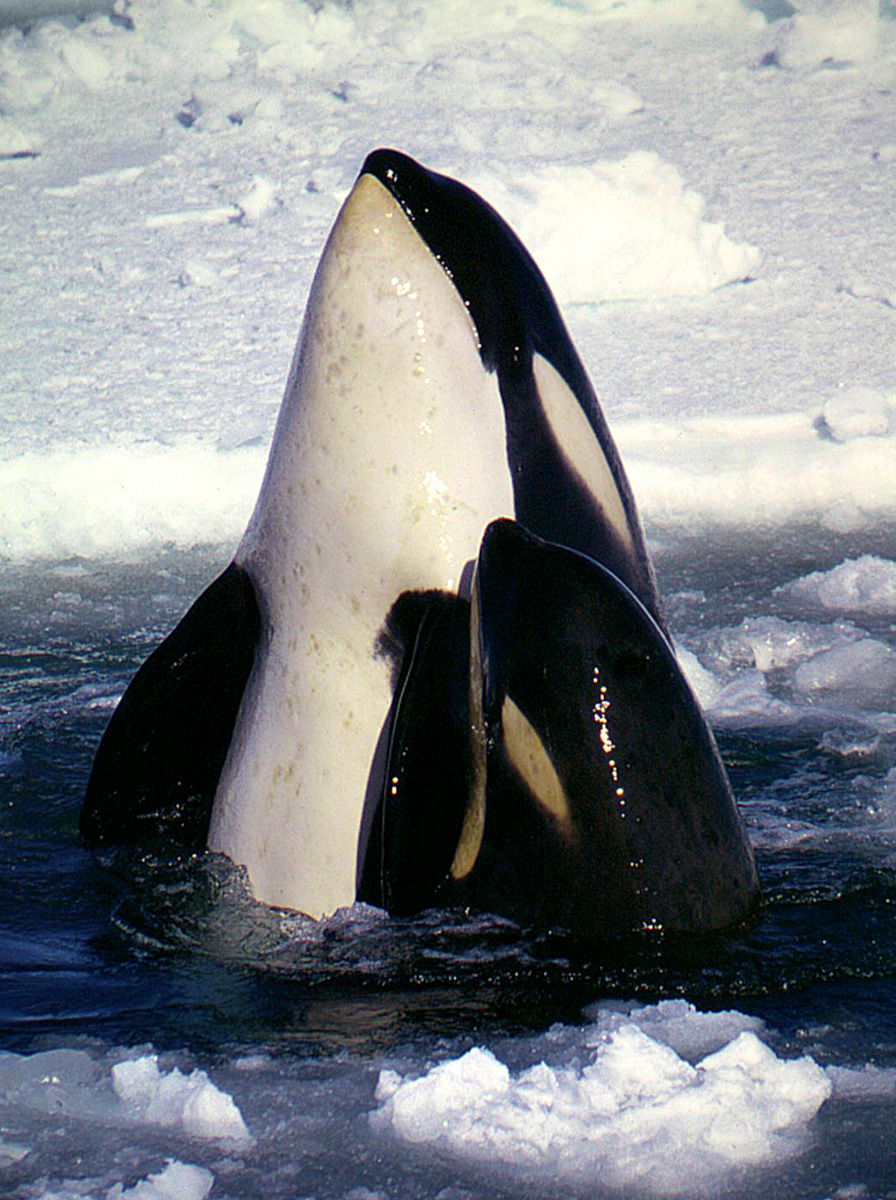
Orca con cucciolo nel Mare di Ross

Una femmina di orca può riprodursi con maschi anche di diversi pod. In tal caso i maschi, non potendo riconoscere i loro piccoli, si occupano di tutti quelli presenti nel proprio gruppo.
Dopo circa 1 anno e mezzo di gestazione, la femmina partorisce un solo piccolo, di norma nelle acque poco profonde, per poi portarlo subito vicino a uno dei suoi parenti.
Per ogni femmina l'intervallo tra un parto e l'altro va dai 3 agli 8 anni, soprattutto a causa delle prolungate cure parentali.
La maturità sessuale avviene nella femmina a 10 anni (quando è lunga dai 4,6 ai 4,8 metri); il maschio invece matura a 16 anni e 5,8 metri di lunghezza.
Dallo scheletro di Old Tom, un'orca che, insieme ad alcuni membri del suo pod di appartenenza, aiutava i balenieri a cacciare le balene (e che veniva ricompensata lasciandole mangiare lingua e labbra delle prede uccise), fu calcolata una età presunta di circa 90 anni, ma studi successivi sui resti dell'animale riducono questo dato a 35 anni. Old Tom fu trovato morto nella baia di Twofold il 17 settembre 1930.
I piccoli delle orche rimangono insieme alle madri anche dopo aver raggiunto l'età adulta. Queste li aiutano nella ricerca del partner, per assicurarsi di avere una discendenza.
Le femmine di orca sono tra le pochissime specie animali che vanno in menopausa, oltre all'essere umano questo fenomeno è presente solo in cinque altre specie, tutte odontoceti, tra cui appunto le orche.

### Caccia
Le orche sono animali fortemente sociali e la caccia coinvolge tutto il gruppo. Il tipo di prede dipende dalle abitudini del gruppo: popolazioni dette residenti sono stanziali e si nutrono essenzialmente di pesci. Le transienti invece cacciano soprattutto mammiferi marini come foche, leoni marini e addirittura balene. Durante la caccia le transienti diventano molto silenziose, per cogliere di sorpresa le loro prede, ma l'attacco è ben coordinato e ogni individuo ha un preciso ruolo.
Rientrano nella loro dieta anche pinguini e altri uccelli marini. Nel 1988 in mare aperto è stato scoperto un nuovo tipo di popolazione detto offshore, che viaggia in gruppi di circa 60 esemplari ma che può arrivare ai 200, distinto geneticamente dai transienti e dai residenti. È poco conosciuto, anche se le femmine Offshore si riconoscono perché hanno strisce che circondano le pinne. Le due popolazioni di residenti e transienti qualora frequentino lo stesso ambiente marino, evitano contatti reciproci.
Alcune popolazioni hanno sviluppato delle tecniche peculiari di caccia. Ad esempio le orche argentine si radunano in febbraio di fronte alle spiagge dove si riproducono i leoni marini per cacciare i cuccioli ancora inesperti. La tecnica è semplice: un individuo nuota di fronte alla spiaggia con la pinna dorsale ben visibile sopra la superficie del mare facendosi quindi notare, un altro individuo tenendosi sott'acqua, incrocia dalla direzione opposta. Se ci sono cuccioli distratti che riposano sulla battigia, l'orca che si è tenuta nascosta, con una impressionante rapidità, nuota verso la spiaggia cercando di catturare la preda. In quest'impresa l'animale si spiaggia, ma con decisi movimenti del corpo scivola indietro riguadagnando il mare e portando con sé l'eventuale preda. Le orche antartiche, invece, utilizzano onde per far scivolare le foche fuori dal ghiaccio: la matriarca si reca nella parte opposta all'iceberg ad avvistare la foca e poi avvertendo gli altri con un segnale. Poi il resto del pod nuota ad alta velocità fino all'iceberg causando una grande ondata e facendo scivolare la foca. Le orche neozelandesi invece usano una peculiare tecnica per catturare le pastinache, si mettono a pancia in su catturando la pastinaca e poi si rigirano facendo cadere la pastinaca in uno stato di immobilità tonica.
Nei loro viaggi per mare le orche vengono spesso in contatto con altri grandi predatori del mare. Sono stati documentati scontri con esemplari di squalo mako, squalo tigre e squalo bianco. L'8 ottobre 1997 nei pressi delle Isole Farallon fu filmato lo scontro tra un'orca di circa 6 metri e uno squalo bianco lungo poco più della metà.
Verso la fine del 2009, la biologa marina Ingrid Visser e la sua squadra ha documentato con diverse foto il comportamento predatorio di alcuni branchi di orche al largo della Nuova Zelanda a danno di grossi esemplari di squalo mako e squalo bianco. 
Si è osservata anche una coppia di orche in Sudafrica mentre dava la caccia a numerosi squali bianchi e si è visto il loro sistema di caccia: con colpi di coda tramortiscono lo squalo che prima tenta la fuga, dopodiché, una delle orche, dividendosi i compiti, passa sotto la pancia dello squalo mordendolo e strappando la parte che corrisponde al fegato, organo di cui le orche, appunto, sono ghiotte in quanto ricco di sostanze nutrienti, soprattutto squalene.
L'orca attacca e uccide anche il tricheco. L'unico animale in grado di sopraffarla è un capodoglio adulto che grazie alla sua capacità d'immersione riesce a sfuggirle. Esemplari non ancora maturi possono invece rientrare nella dieta dell'orca stessa.

## Orche in cattività

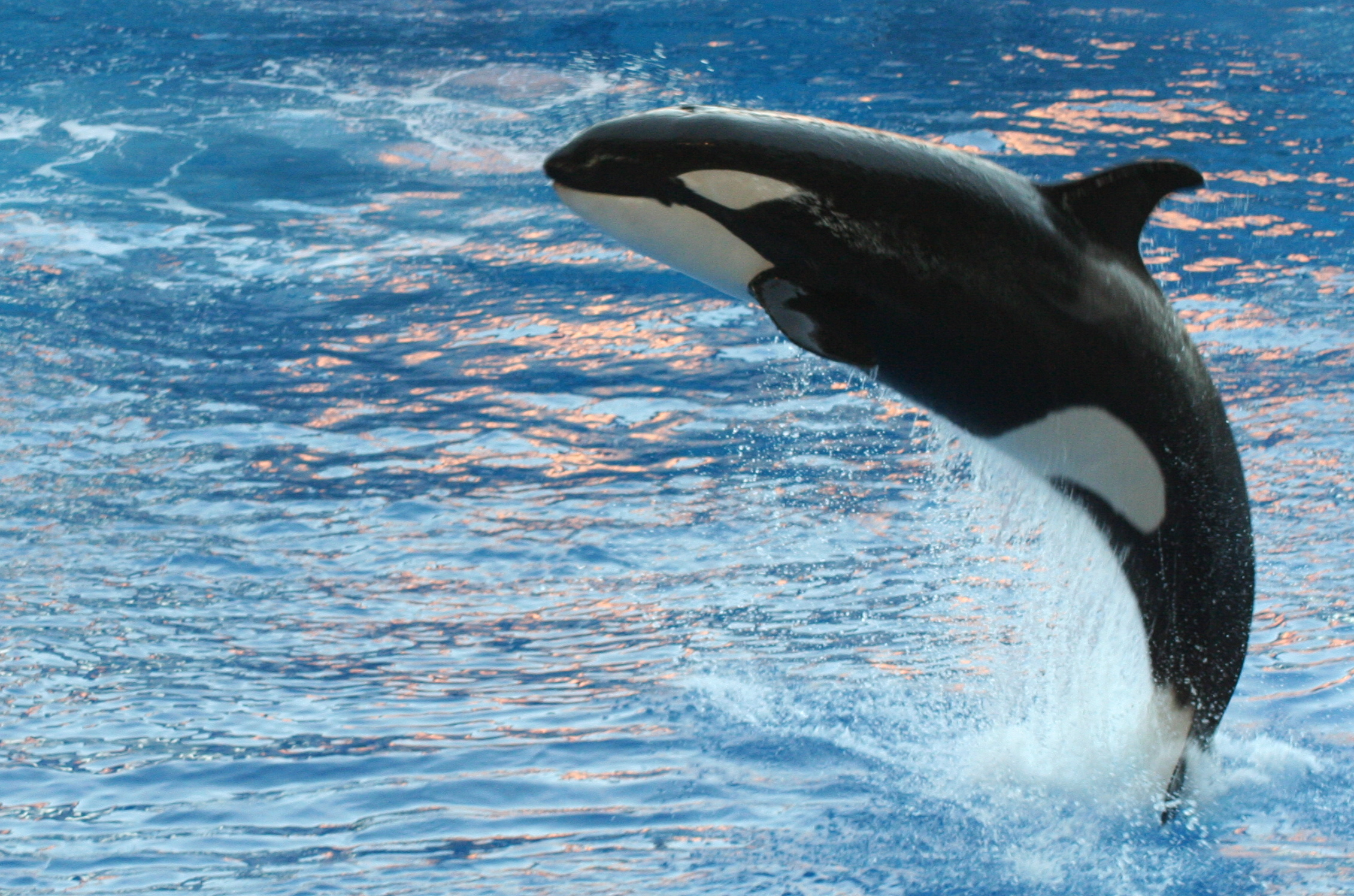
Orca in cattività durante uno spettacolo presso Orlando Seaworld, Orlando, Florida

Nel 2018 sono state stimate 60 orche in cattività. Di seguito le strutture nel mondo che ospitano questi mammiferi:
- Sea World California (Corky 2, Ulises, Orkid, Shouka, Keet, Nakai, Ikaika, Kalia, Makani e Amaya)
- Sea World Florida (Katina, Trua, Nalani, Malia & Makaio)
- Sea World Texas (Takara, Kyuquot, Tuar, Sakari e Kamea)
- Miami Seaquarium (Lolita)
- Marineland Ontario (Kiska)
- Marineland Antibes, Francia (Wikie, Inouk, Moana e Keijo)
- Kamogawa SeaWorld, Giappone (Lovey, Lara, Ran 2 e Luna)
- Acuario Mundo Marino, Buenos Aires (Kshamenk)
- Loro Parque Tenerife, Spagna (Keto, Tekoa, Kohana, Skyla, Morgan, Adàn e Ula)
- Port of Nagoya Aquarium Giappone (Stella, Earth e Lynn)
- Moskvarium Mosca, Russia (Narnia, Nord e Naya)

## Rapporti con l'uomo
Malgrado la nomea di predatori spietati che possiedono dai tempi di Plinio il Vecchio, in natura gli attacchi all'uomo sono rarissimi. Si contano invece alcuni attacchi, anche fatali, avvenuti in cattività, probabilmente in condizioni di stress particolari.
Negli ultimi anni si è registrato un incremento dei casi di attacco alle barche a vela nei pressi dello stretto di Gibilterra e al largo della costa del Portogallo, da parte di un sottogruppo di orche stanziali o semistanziali. Le cause precise sono ancora sconosciute ma lo spegnere le attrezzature elettroniche, eventuali motori e fermarsi solitamente interrompe l'attacco.
Nel febbraio 2010 l'orca Tilikum del Sea World Florida ha azzannato e ucciso una delle sue addestratrici durante uno spettacolo. Sia con quest'orca che con altre erano già accaduti in precedenza eventi simili.

## Nella cultura di massa
- Nel film Lo squalo (1975) di Steven Spielberg, la barca con cui si intraprende la caccia allo squalo bianco si chiama Orca, proprio perché sono considerati nemici naturali. Nel sequel Lo squalo 2, viene rinvenuta sulla spiaggia un'orca marina sbranata dallo squalo bianco del film.
- Nel film Tentacoli (1977) diretto da Ovidio G. Assonitis, l'aiuto di due orche sarà fondamentale per eliminare la mostruosa piovra gigante, laddove ogni altro tentativo umano di lotta e di caccia era fallito.
- Un'orca vendicativa è l'antagonista del film L'orca assassina di Michael Anderson, tratto dal romanzo omonimo di Arthur Herzog. L'orca vuole vendicarsi di un pescatore colpevole di avergli ucciso la compagna nonché il piccolo che lei portava in grembo.
- "L'orca assassina" (Extreme Adventures - Killer Whale) è anche un libro per ragazzi scritto dallo scrittore di libri Justin D'Ath.
- Un celebre film con protagonista un'orca addomesticata è Free Willy - Un amico da salvare (1993). Il film ha generato tre sequel e una breve serie animata.
- Nel film documentario Blackfish del 2013 di Gabriela Cowperthwaite vengono raccontati diversi episodi di attacchi di orche in cattività ai loro istruttori, in particolare dell'orca Tilikum che si esibisce presso il Sea World Florida di Orlando.
- Nel film Un sapore di ruggine e ossa l'addestratrice di orche Stephanie si ritrova costretta sulla sedia a rotelle in seguito a un incidente accadutole durante lo show al Marineland, cosa che mette in moto tutta la dinamica del film.
- Il Pokémon Kyogre è ispirato e dedicato all'orca.
- Nel film Il faro delle orche si narra la storia di un Guardiaparco argentino e del suo rapporto con questi cetacei.
- Nel film Happy Feet di George Miller, due orche marine attaccano il protagonista Mambo e i suoi amici, ma si arrendono dopo che questi ultimi si salvano sulla banchisa di ghiaccio.